# 碧沙湖駅
碧沙湖駅（へきさこえき）は、中華人民共和国湖南省長沙市天心区にある長沙地下鉄4号線の駅である。

## 駅構造
島式ホーム1面

## 歴史
2019年5月26日に開通した。

## 駅周辺
- 天心区第一中学
- 保利國際広場